# Ebussuud Efendi
Mehmed Ebussuud Efendi, né le 30 décembre 1490 à İskilip (Empire ottoman) et mort le 23 août 1574 à Constantinople (Empire ottoman), est un juriste (faqîh) et juge (qadi) musulman de la Renaissance, ayant occupé de hautes fonctions publiques dans l'Empire ottoman.
Il est parfois appelé « El-Imadi », parce que sa famille était originaire du hameau d'Imad, près de sa ville natale d'İskilip.

## Biographie

### Origines
Ebussuud est né le 30 décembre 1490 à İskilip dans le sandjak de Çorum de l'eyalet de Roum. Certains orientalistes ont confondu Imad (le village d'origine de sa famille, près d'İskilip)  avec Amid et ont ainsi affirmé qu’Ebusuud est originaire du Diyarbakır. Selon les historiens ottomans Mustafa Âlî (contemporain d'Ebusuud) et İbrahim Peçevi, il est également erroné de penser qu'Ebussuud était Kurde en raison de la possible confusion entre Imad et Imadiye dans l'actuel Kurdistan irakien. Il est le fils du célèbre Şeyh Yavsî (tr) qui enseigna au sultan Bayézid II, ainsi que le petit-fils d'Ali Quchtchi, un autre grand savant musulman (alem).

### Fonctions
Dans les années 1530, Ebussuud officia comme juge civil à Constantinople et à Bursa, puis comme juge militaire (Kazasker (en)) de la Roumélie. Durant cette période, il s'efforça de conformer les différentes lois locales à la législation musulmane (charia).
Le sultan ottoman Soliman le Magnifique lui accorda le titre honorifique de Şeyhülislam de l'Empire et le poste de Grand Mufti qui va avec. Ebussuud occupa ce poste de 1545 jusqu'à sa mort et le porta à l'apogée de sa puissance.

### Réformes judiciaires
Avec Soliman le « législateur », Ebussuud réorganisa le système juridique ottoman en le codifiant (avec les fameux kanoun) et en réduisant considérablement le pouvoir discrétionnaire des juges par la même occasion. Alors qu'autrefois les juges étaient relativement libres d'interpréter la loi islamique en suivant un effort d'interprétation (ijtihad) rigoureux, ces derniers doivent désormais se plier davantage aux exigences du sultan pour rendre leurs décisions judiciaires.

### Avis juridiques
En plus de ses réformes judiciaires, Ebussuud est aussi connu pour la grande variété des avis juridiques (fatawa) qu'il a édicté.
Il travailla en étroite collaboration avec la Sublime Porte et émit souvent des avis juridiques dans son sens : il autorisa Soliman le Magnifique à faire exécuter ses fils Şehzade Mustafa et Sehzade Bayezid, recommanda l'assassinat de tous les Qizilbash (partisans de la dynastie rivale des Séfévides) et donna son assentiment à l'invasion de Chypre.
Ebussuud était connu pour son hostilité envers certains poètes médiévaux, comme Mansur al-Hallaj, Saadi et Yunus Emre, dont les vers étaient très en vogue à son époque. Il procéda d'ailleurs à l'excommunication (takfir) de ce dernier et affirma que ceux qui lisaient certaines parties de ses poèmes devenaient incrédules (kouffar) à leur tour.
Opposant résolu à la doctrine de l'Unicité de l'Être (Wahdat al-wujud), il n'est pas étranger aux exécutions d'Ismâ'îl Ma'şûqî et de Hamza Bâlî qui en furent d'ardents partisans.
Bien que la plupart de ces avis juridiques laissent l'image d'un personnage hautement conservateur, Ebussuud se montra parfois novateur en affirmant par exemple la licéité du café et du boza (bien qu'ils considéraient leur consommation détestable sous certaines circonstances) ainsi que du karagöz.

## Médias

### Télévision
- Muhteşem Yüzyıl, saisons 3 et 4, il est interprété par Tuncel Kurtiz.